# Progresivní metal
Progresivní metal (anglicky progressive metal) je jeden z podžánrů heavy metalu, který spojuje silný kytarový zvuk metalu s množstvím kompozičních struktur a složitých instrumentálních částí progressive rocku. Někteří progmetaloví interpreti jsou ovlivněni jazz fusion a klasikou.
Stejně jako progrockové, jsou i progmetalové písně většinou delší než standardní metalové skladby a obvykle jsou vydávány na konceptuálních albech. Z tohoto důvodů jsou progressive metalové skladby zřídkakdy slyšet v mainstreamových radiích a na video programech.

## Historie
Počátky progressive metalu začínají u skupin hrající progressive rock na přelomu 60. a 70. let, jako jsou Yes, Pink Floyd, Emerson, Lake & Palmer, Jethro Tull, King Crimson, Genesis, Gentle Giant, Focus, Renaissance, The Alan Parsons Project, dříve Queen, Kansas, Atomic Rooster, Uriah Heep a Rush. Posledních 5 také často přimíchávalo do své hudby metalové prvky.
Progressive metal se vyvinul do vlastního stylu až v druhé polovině 80. let. Skupiny jako Rainbow měly mnoho kvalit progresivního metalu. Skupiny jako Fates Warning, Queensrÿche a Dream Theater si vzaly prvky těchto progressive rockových skupin - zejména instrumentalizaci a kompozitní strukturu skladby - a sloučily je s heavy metalovými styly dříve spojovanými s Metallicou a Megadeth. Výsledek lze popsat jako progressive rockovou duši s metalovým zvukem.
Na světě jsou tři "vlajkové lodě" progressive metalu a každá z nich je něčím specifická. Queensrÿche má jednoznačně nejmelodičtější zvuk a z této trojice je skutečně komerčně nejúspěšnější. Dream Theater si vzali nejvíc z tradičního prog. rocku a hodně ze svých začátků stavěli na dovednosti jednotlivých členů kapely, nicméně později během své kariéry se už nenechali progressive rockem tolik ovlivňovat (ovšem svou komplexnost progressive rocku si zachovali), protože upřednostnili spíše ostřejší zvuk moderního progressive metalu. Fates Warning byli nejagresivnější a nejtvrdší skupinou z uvedených. Prokazatelně měli nejvíce společného s tehdejší thrash a extreme metalovou scénou, což způsobilo, že se stali z uvedených tří skupin nejméně přístupnými masám. I přesto měli krátké období komerčního úspěchu se svým albem Parallels.
Hlavní proud progressive metalu nastal počátkem 90. let, když se Queensrÿche se svou skladbou "Silent Lucidity" (1990, album Empire) dostaly na vrcholy žebříčků rádií a MTV. Nebyla to typicky progresivně metalová píseň, ale svou popularitou prospěla ostatním progressive metalovým kapelám. Skupina Dream Theater získala popularitu v rádiích a na MTV songem "Pull Me Under" (z alba Images and Words z roku 1992) v roce 1993. V 90. letech si kapely jako Pain of Salvation, Opeth, Ayreon a Symphony X vyvinuly svůj vlastní typický zvuk.
Pain of Salvation zakládali na obskurnějších vlivech z 70 let. Ayreon zůstal u tradičních progressive metalových témat, ale smíchal je s rockovou operou a ambient metalem. Skupina Symphony X kombinovala progresivní prvky s power metalem a klasickou hudbou. Devin Townsend, zakladatel, zpěvák a kytarista heavy metalové skupiny Strapping Young Lad, zkombinoval prvky post-metalu a ambient s tradičním progresivním metalem na jeho prvních dvou sólových deskách Ocean Machine: Biomech a Infinity. Opeth kombinoval jejich progressive metal s death metalem. Další vliv na progressive metal měly kapely hrající technical metal, například Meshuggah, Watchtower, Atheist a Cynic, které hrály složitě strukturované skladby za pomoci hudebních virtuózů.
Skupiny podobné Sun Caged, Dominici a Circus Maximus jsou ovlivněny tradičním progressive metalem a některými skupinami z 90. let. Kapely jako Dark Suns, Disillusion nebo Conscience jsou ovlivněny emotivně progressive metalovými skupinami Opeth, Pain of Salvation, Green Carnation a Anathema. Švédský Tiamat byl také ovlivněn progresivním metalem a to konkrétně v roce 1994 na jejich průlomovém albu Wildhoney.

## Rozmanitost
Progresivní metal může být rozložen na nespočet podžánrů korespondujících s nějakým jiným hudebním stylem, kterým se prog. metalové kapely nechaly ovlivnit. Například, dvě kapely, které jsou běžně označované jako progresivně metalové, King's X a Opeth, jsou od sebe navzájem na opačném konci zvukového spektra. King's X jsou skvěle ovlivněni lehčím mainstreamovým rockem a výrazně přispěli k růstu grunge, ovlivnili skupiny jako Pearl Jam, jejich basák Jeff Ament jednou řekl, "King's X vynalezli grunge." Vrčivé vokály a těžké kytary Opethu (liberálně smíšené s goticky-evokativními akustickými pasážemi) jsou často citované jako progresivní death metal, nicméně jejich front man Mikael Akerfeldt odkazuje na Yes a Camel jako na hlavní ovlivnitele stylu jejich hudby.
Evropská klasická a symfonická hudba má také významný dopad na určité oblasti progresivního metalu, s umělci jako Devin Townsend, Symphony X a Shadow Gallery fúzuje tradiční progresivní metal s komplexností a velkolepostí běžně nacházenou v klasických kompozicích. Podobně, jako kapely Dream Theater, Planet X a bokovka kapely Dream Theater, projekt Liquid Tension Experiment jsou výrazně ovlivněni jazzem s rozšířenými sekcemi sól. Cynic, Atheist, Opeth, Pestilence, Between the Buried and Me, a Meshuggah také míchají jazz fusion do svého death metalu. Devin Townsend se zaměřuje více na ambient vliv v atmosféře své hudby. Progresivní metal je také často spojován s power metalem, díky tomu vznikl ProgPower hudební festival. Krom toho progresivní metal zasahuje i do thrash metalu - se zřejmě nejslavnějším albem labutích písní skupiny Dark Angel Time Does Not Heal, které bylo slavné pro svou nálepku, na které stálo "9 songů, 67 minut, 246 rifů." Skupina Watchtower, která své první album vydala v roce 1985, míchala moderní trash metalový zvuk s těžkým progresivním vlivem. Dokonce Megadeth byl často a vlastně je stále často spojován s progresivním metalem, jak Dave Mustaine jednou prohlásil, že v raných 80. letech byla kapela zařazena jako "jazz metal".
V poslední době, s novou vlnou popularity "shred kytar", se na metalové scéně stala pomalu převládající a populární předtím utlačovaná myšlenka "technického metalu". To vedlo k oživení popularity tradičně progresivně metalových kapel, jako Dream Theater a Symphony X, ale také k formování "prog metalových" kapel, které ne nutně hrají tradiční prog. metalový styl, jako třeba Nevermore, a Into Eternity. Tyto kapely jsou správně, nebo špatně, často označované jako progresivní metal, jelikož hrají relativně komplexní a technický metalovou hudbu, kterou jednoduše nelze zařadit do jiného podžánru metalu. Technicky death metalové kapely, jako třeba Necrophagist jsou často asociováni se stejnou subkulturou metalových fanoušku známých jako "shred metalheads".

## Rozdíly proti avantgardnímu metalu
Přestože progresivní i avantgardní metal favorizují s experimentováním a nestandardními myšlenkami, jsou mezi těmito dvěma styly docela velké rozdíly. Experimentování progresivního metalu stojí většinou na hraní komplexních rytmů a složitých struktur písní s tradičními nástroji. Pro avantgardní metal znamená experimentování používání neobvyklých zvuků a nástrojů. Progresivní metal také klade větší důraz na teoretickou a technickou komplexnost (např.: složitá tempa skladeb, komplexní formy písní, jazz fusion vliv), zatímco avantgardní metal je více neortodoxní a často překračuje hudební konvence. Jednou z nestandardních myšlenek je například experiment skupiny Aeon Zen, kdy tvorba písní probíhá on-line na sociální síti, což umožňuje zapojení fanoušků do tvůrčího procesu. Skupina pro hudbu vzniklou tímto postupem vytvořila označení "sociální metal".

## Významní interpreti
- Ayreon
- Circus Maximus
- Devin Townsend
- Dream Theater
- Dreamscape
- Evergrey
- Fates Warning
- Ghost Atlas
- Liquid Tension Experiment
- Opeth
- Orphaned Land
- Pagan's Mind
- Pain of Salvation
- Protest the Hero
- Psychotic Waltz
- Riverside
- Queensrÿche
- Savatage
- Shadow Gallery
- Sonata Arctica (od roku 2007)
- Spheric Universe Experience
- Split Bearing
- Symphony X
- Threshold
- Tool
- Vanishing Point
- Voivod
- Watchtower